# Hieracium fuliginosiforme
Hieracium fuliginosiforme es una especie de planta con flor del género Hieracium, de la familia Asteraceae, orden Asterales.

## Distribución
Hieracium fuliginosiforme se distribuye por Rusia.

## Taxonomía
Fue descrita científicamente por R. N. Shlyakov.
Tratamiento taxonómico
La especie aparece registrada y publicada en Fl. Evropeískoí Chasti SSSR.